# Adolf Łojkiewicz
Adolf Łojkiewicz vel Kaczmarek ps. Ryś 2, Wilk 2 (ur. 27 grudnia 1894?/8 stycznia 1895 w Buciłach, zm. 17 maja 1952 w Katowicach) – polski chemik, żołnierz armii Imperium Rosyjskiego, uczestnik wojny polsko-bolszewickiej, oficer Wojska Polskiego, Armii Andersa, Polskich Sił Zbrojnych na Zachodzie i Armii Krajowej, więzień sowieckich łagrów, major uzbrojenia, cichociemny. Zwykły Znak Spadochronowy nr 4429, Bojowy Znak Spadochronowy nr 1989.

## Życiorys
Urodził się 8 stycznia 1895 roku w Buciłach, w powiecie szczuczyńskim, w rodzinie Wincentego, robotnika kolejowego i Ludwiki z domu Wyszyńskiej. Od 1905 do 1908 roku uczył się w tajnej ochronce polskiej w Wilnie, następnie od 1914 roku w 2 szkole Miejskiej. W 1915 roku został powołany do służby w  armii carskiej. skierowany do szkoły chorążych w Peterhofie, po jej ukończeniu uzyskał awans na stopień chorążego. W 1916 roku został awansowany na stopień podporucznika, za udział w walkach z Niemcami odznaczony Krzyżem Świętego Jerzego.
W styczniu 1918 roku wstąpił do I Korpusu Polskiego w Rosji gen. Dowbor-Muśnickiego, wskutek niemieckich żądań przymusowo zdemobilizowany. Uczestniczył w wojnie polsko-bolszewickiej od 7 marca 1919 roku jako dowódca kompanii 3 Pułku Strzelców Wielkopolskich (późniejszego 57 Pułku Piechoty Wielkopolskiej). Od lipca 1919 roku walczył na froncie litewsko-białoruskim, został ranny 4 oraz 31 lipca 1920 ranny. Odznaczony Krzyżem Srebrnym Orderu Virtuti Militari i dwukrotnie Krzyżem Walecznych. Awansowany na stopień kapitana ze starszeństwem od 1 czerwca 1919 roku. Po 20 maja 1922 roku był dowódcą pociągu pancernego oraz w zastępstwie dowódca batalionu.  Od maja 1922 był oficerem Sądu Rejonowego w Poznaniu, od 1 stycznia 1924 do 1 września 1925 – referentem Komendy Obozu Warownego Poznań.
W 1923 roku zdał egzamin dojrzałości w Wilnie, w roku 1926 podjął studia na Wydziale Matematyczno-Przyrodniczym, w 1928 roku obronił dyplom magistra filozofii w zakresie chemii. Ukończył kurs dla oficerów młodszych w Chełmnie, następnie dowódca kompanii 41 Suwalskiego Pułku Piechoty im. Marszałka Józefa Piłsudskiego 29 Dywizji Piechoty. Od grudnia 1928 roku był na praktyce w Warsztatach Naprawy Sprzętu Przeciwgazowego w Warszawie, od stycznia 1930 roku – rzeczoznawca Centrali Odbioru Materiałów Uzbrojenia w Fabryce Sprzętu Przeciwgazowego w Radomiu. Od 1931 pracował jako referent w Wydziale Broni Małokalibrowej Instytutu Badań Materiałów Uzbrojenia. W 1933 roku przeszedł na emeryturę, w 1934 roku ukończył kurs inspektorów Ligi Obrony Powietrznej i Przeciwgazowej w Warszawie, od 1935 roku był zastępcą inspektora LOPiP w Katowicach, od grudnia 1936 roku – inspektorem LOPiP w Białymstoku. Jako kapitan w stanie spoczynku pozostawał w ewidencji Powiatowej Komendy Uzupełnień Warszawa Miasto III. Posiadał przydział do Oficerskiej Kadry Okręgowej Nr I. Był wówczas „przewidziany do użycia w czasie wojny”.
W kampanii wrześniowej 1939 roku został zmobilizowany, przydzielony jako dowódca batalionu marszowego Ośrodka Zapasowego 18 Dywizji Piechoty. Od 3 do 14 września walczył w obronie Białegostoku jako szef sztabu Pododcinka. 18 września przekroczył granicę polsko-litewską, internowany w obozie oficerskim w Kownie, następnie w Kalwarii. Po zajęciu Litwy przez ZSRR został zesłany do łagru, od 13 lipca 1940 roku został osadzony w obozie w Kozielsku (Kałuska oblast), następnie od 2 lipca 1941 roku przebywał w obozie w Griazowcu (Wołogodzka oblast) na Syberii.
Po układzie Sikorski-Majski został zwolniony, 3 września 1941 roku w Tockoje wstąpił do Armii Andersa. Przydzielony jako szef uzbrojenia w Ośrodku Zapasowym, następnie jako p.o. szefa uzbrojenia 7 Dywizji Piechoty. Od stycznia 1943 roku był szefem Służby Warsztatowej 7 Dywizji Piechoty, późniejszej Służby Warsztatowej Elektryczno-Mechanicznej 7 DP. Od 5 listopada 1943 roku był przydzielony do Oddziału VI (Specjalnego) Sztabu Naczelnego Wodza.
Zgłosił się do służby w kraju. Przeszkolony ze specjalnością w dywersji na kursach specjalnych dla kandydatów na cichociemnych, m.in. spadochronowym, odprawowym (Baza nr 10, Ostuni) i in. Został zaprzysiężony na rotę ZWZ/AK 14 lutego 1944 w Ostuni, i awansowany na stopień majora 31 maja 1944 roku.
Skoczył ze spadochronem do okupowanej Polski w nocy 30/ 31 maja 1944 roku w sezonie operacyjnym „Riposta”, w operacji lotniczej „Weller 30” dowodzonej przez mjr. naw. Eugeniusza Arciuszkiewicza  na placówkę odbiorczą „Paszkot-1” 106 (kryptonim polski, brytyjskie oznaczenie numerowe pinpoints), w okolicach miejscowości Żołynia, 7 km od Łańcuta. Razem z nim skoczyli: ppor. Maksymilian Klinicki ps. Wierzba 2, por. Karol Pentz ps. Skała 2, ppor. Feliks Perekładowski ps. Przyjaciel 2, ppor. Tadeusz Tomaszewski ps. Wąwóz, mjr Stanisław Trondowski ps. Grzmot 2.
Po skoku aklimatyzował się do realiów okupacyjnych w Warszawie, po aklimatyzacji przydzielony jako oficer Szefostwa Służby Uzbrojenia „Leśnictwo” Oddziału IV Kwatermistrzowskiego Komendy Głównej AK.
W P\powstaniu warszawskim walczył od 8 sierpnia jako szef sztabu i zastępca dowódcy Zgrupowania „Leśnik”. Walczył w rejonie ul. Chmielnej, Ogrodowej, uczestniczył w zdobyciu gmachu Sądów Grodzkich przy ul. Leszno, koszar policji granatowej (Policja Polska Generalnego Gubernatorstwa) przy ul. Ciepłej. Do 21 sierpnia w obronie Muranowa, następnie do 28 sierpnia w obronie kompleksu gmachów Państwowej Wytwórni Papierów Wartościowych przy ul. Sanguszki. Wobec ciężkiego zranienia płk. Jerzego Szypowskiego, od 18 sierpnia przejął dowodzenie Zgrupowaniem. 28 sierpnia został ranny na ul. Wójtowskiej, podczas wycofywania się z PWPW (w czasie walk o PWPW Zgrupowanie straciło 80% swojego składu). Po upadku Starego Miasta w nocy 1/2 września przeszedł kanałami do Śródmieścia. Po kapitulacji powstania, od 2 października przebywał w niewoli niemieckiej, osadzony w oflagu w Woldenbergu (Dobiegniewo). Został uwolniony przez żołnierzy Armii Czerwonej.
Po wojnie pozostał w kraju. Od kwietnia 1945 roku pracował jako główny technolog w Państwowym Zjednoczeniu Przemysłu Olejarskiego w Zabrzu, od 1946 roku w Śląskich Zakładach Przemysłu Tłuszczowego i Chemicznego w Katowicach, następnie jako dyrektor techniczny w Szopienicach. Zmarł 17 maja 1952 roku w Katowicach.
Dwukrotnie żonaty: pierwszą żoną była Helena z domu Sieg. Miał z nią dwie córki: Halinę (ur. w 1921) i Ligię (ur. w 1923) zamężną Plichtę. Po śmierci żony w 1931 roku zawarł związek małżeński z Henryką Borowską (ur. w 1910), z którą miał także dwie córki: Annę zamężną Skoldę (ur. w 1932) i Bogumiłę (ur. w 1937) zamężną Wolińską.

## Awanse
- podporucznik – 1916
- porucznik –
- kapitan – ze starszeństwem od 1 czerwca 1919 roku
- major – 31 maja 1944[2]

## Ordery i odznaczenia
- Krzyż Srebrny Orderu Wojskowego Virtuti Militari (1921)[7]
- Krzyż Walecznych – dwukrotnie (1921)[8]
- Krzyż Zasługi Wojskowego Orderu Świętego Jerzego.